# Lucas Gracián Dantisco
Lucas Gracián Dantisco o de Antisco (Valladolid, 1543 – 1587) fue un escritor español.
Su padre, Diego Gracián de Alderete, fue un humanista formado en París y Lovaina que casó con Juana Dantisco, hija de la amante del humanista y diplomático erasmista polaco Juan Dantisco (Gdansk, 1485 – 1548), Isabel Delgada. La protección del poderoso humanista polaco, venido a España en tres ocasiones, amigo de Juan y Alfonso de Valdés y luego obispo de Culm (1530) y después Varmia (1537), le valió al padre el puesto de secretario en la Corte de Carlos V. Su hijo Lucas sería luego igualmente secretario de Felipe II, sucediendo en el cargo a otro hermano suyo, Antonio Gracián Dantisco, además bibliotecario del Real Monasterio de San Lorenzo de El Escorial. 
Tuvo doce hermanos, varios de los cuales fueron escritores; aparte del ya mencionado Antonio, Tomás Gracián Dantisco (Valladolid, 1558), fue también escritor, secretario de lenguas de Felipe III y se le debe un Arte de escribir cartas familiares (Madrid, 1585). Otro, Jerónimo Gracián, influido por la madre, que era amiga de Santa Teresa de Jesús, profesó como carmelita descalzo con el nombre de Jerónimo de la Madre de Dios y llegó a ser famoso por sus dotes como predicador y escritor ascético.
Lucas Gracián aprobó en 1584 La Galatea de su amigo Miguel de Cervantes. 

### Obra
Compuso una adaptación de la obra de Giovanni della Casa titulada Galateo Español, destierro de ignorancias, maternario de avisos (Madrid, 1582), obra muy popular que tuvo 26 ediciones hasta fines del siglo XVIII y leyeron Cervantes o Lope de Vega. Consiste en un manual de conducta cortesana entreverado con cuentos y chascarrillos para halago del lector.

## Obras
- Galateo español. Madrid: Atlas, 1943
- Galateo español; edición y notas de Margherita Morreale. Madrid: Consejo Superior de Investigaciones Científicas, 1968